# Gare d'Akitsu (Tokyo)
La gare d'Akitsu (秋津駅, Akitsu-eki) est une gare ferroviaire de la ville de Higashimurayama, à Tokyo au Japon. Elle est exploitée par la compagnie Seibu.

## Situation ferroviaire
La gare d'Akitsu est située au point kilométrique (PK) 24,6 de la ligne Seibu Ikebukuro.

## Histoire
La gare a été inaugurée le 12 décembre 1917.

## Services aux voyageurs

### Accès et accueil
La gare dispose d'un bâtiment voyageurs, avec guichet, ouvert tous les jours.

### Desserte
- Ligne Seibu Ikebukuro :
  - voie 1 : direction Tokorozawa et Hannō
  - voie 2 : direction Nerima (interconnexion avec la ligne Seibu Yūrakuchō pour Kotake-Mukaihara, Shibuya ou Shin-Kiba) et Ikebukuro

### Intermodalité
La gare de Shin-Akitsu de la compagnie JR East est située à 300 m au sud-ouest.